# Aeroportul Internațional Langkawi
Aeroportul Internațional Langkawi (IATA: LGK, ICAO: WMKL) este un aeroport din Kedah⁠(d), Malaysia ce deservește zona Langkawi⁠(d). Aeroportul a fost tranzitat în 2021 de 761.642 de pasageri. A fost numit după zona deservită.
Situat la o altitudine de 9 m, aeroportul dispune de 1 pistă. Este operat de Malaysia Airports⁠(d).

## Infrastructură

### Piste
Aeroportul dispune de o singură pistă. Pista 03/21 are suprafața de asfalt și dimensiunile 3.800 m × 45 m. 